# Guaiacum officinale

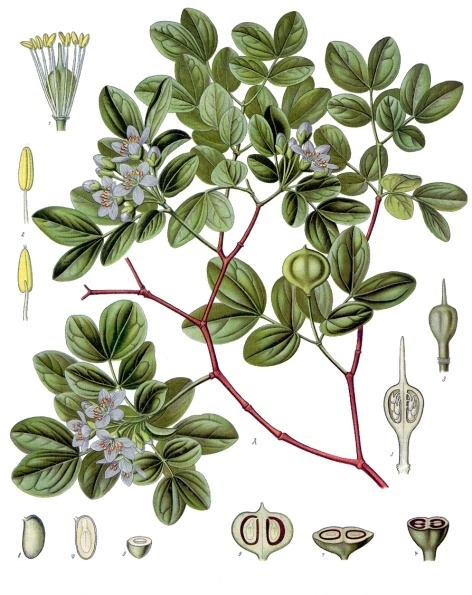
Illustration von Guaiacum officinale

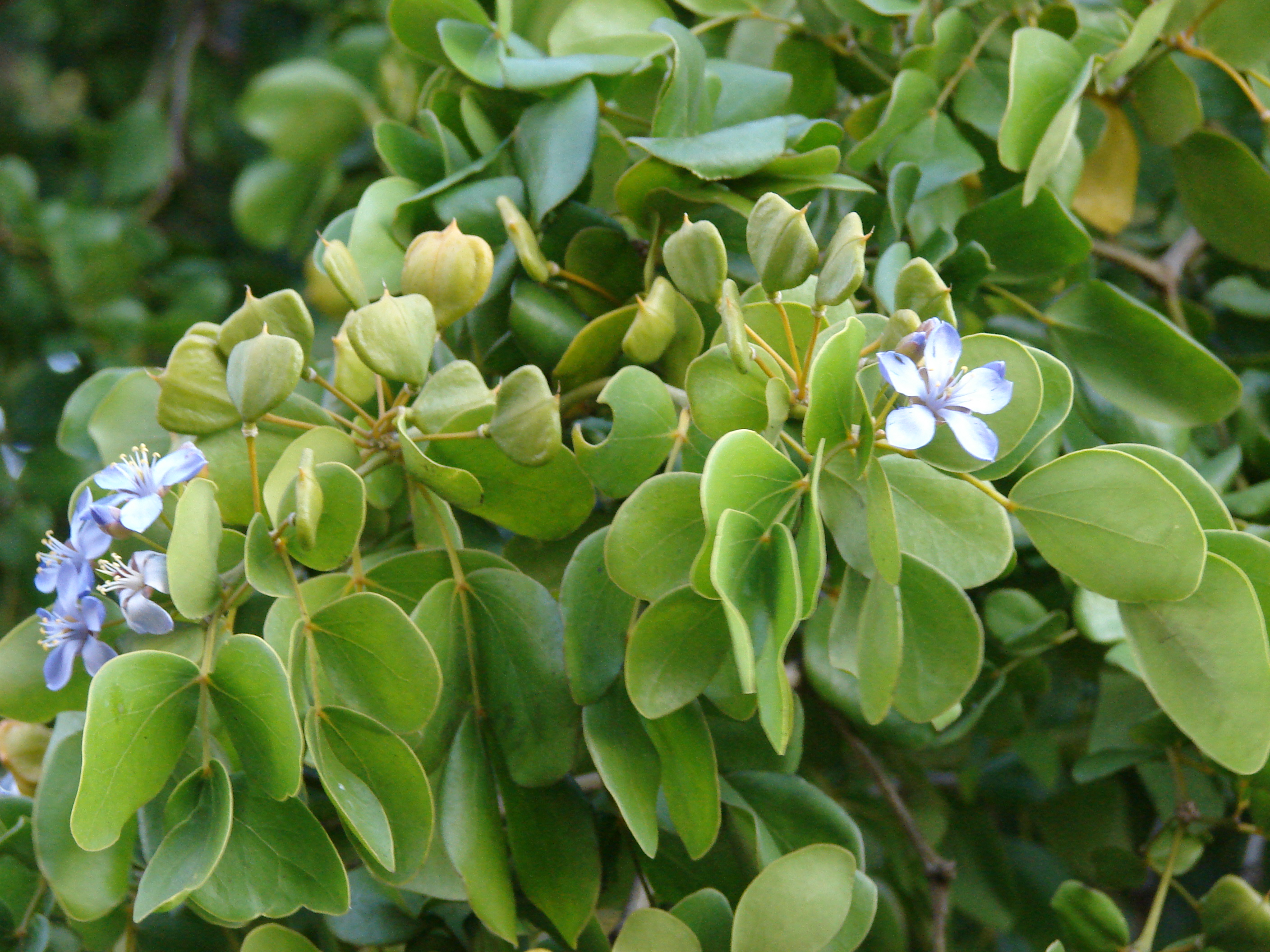
Blätter, Blüten und unreife Früchte

Guaiacum officinale ist ein Baum in der Familie der Jochblattgewächse aus der Karibik, Venezuela, Kolumbien und den Guyanas bis nach Mittelamerika.

## Beschreibung
Guaiacum officinale ist ein kleiner, immergrüner und langsamwüchsiger Baum mit dichter Krone, der bis etwa 10–12 Meter hoch wird. Der Stammdurchmesser erreicht 50–60 (100) Zentimeter. Die gräuliche bis bräunliche Borke ist in Flicken abblätternd. Der Baum führt ein rötlich-braunes Harz (Guajakharz, Resina Guaj(i)aci), es wird direkt aus dem Stamm oder durch Ausschmelzen aus dem Holz gewonnen.
Die gegenständigen, gestielten, kleinen Laubblätter sind paarig gefiedert mit meist 4–6(8) fast sitzenden, kahlen und ledrigen Blättchen. Die Rhachis und der Blattstiel sind schwach behaart. Die vordersten, der 2–4,5 Zentimeter großen Blättchen sind am größten. Die verkehrt-eiförmigen, ganzrandigen Blättchen sind abgerundet bis rundspitzig. Die Nebenblätter sind meist abfallend.
Die relativ großen Blüten erscheinen einzeln oder zu mehreren end- oder achselständig. Die hellvioletten bis weißen, gestielten Blüten sind meist vier- bis fünfzählig mit doppelter Blütenhülle. Die eiförmigen, kleinen und dicklichen Kelchblätter sind etwas feinhaarig. Die ausladenden Petalen sind genagelt mit rundlicher bis verkehrt-eiförmiger, bespitzter Platte. Es sind 8–10 freie, relativ kurze Staubblätter vorhanden. Der kurz gestielte, zweikammerige und seitlich abgeflachte Fruchtknoten ist oberständig mit kurzem, konischem Griffel und minimaler, kopfiger Narbe. Es ist ein Diskus vorhanden.
Es werden kleine, ledrige, bespitzte, kurz geflügelte und abgeflachte, zweiteilige, zur Reife gelbe bis orange-gelbe sowie breit verkehrt-eiförmige oder -herzförmig, glatte, kahle,  septizide, etwa 1,6–2 Zentimeter große Kapselfrüchte mit meist ein oder zwei Samen gebildet. Die flachen Samen sind von einem fleischigen, roten Arillus umhüllt. Die gelblich-beigen und ei- bis halbmondförmigen Samen sind ohne Arillus 1–1,2 Zentimeter lang.
Die Chromosomenzahl beträgt 2n = 26.

## Taxonomie
Die Erstbeschreibung erfolgte 1753 durch Carl von Linné. Synonyme sind Guaiacum bijugum Stokes und Guaiacum breynii Spreng.

## Verwendung
Das sehr harte, sehr schwere, beständige, wachsige Holz, „Lignum vitae“, Pockholz, Franzosenholz, Guajakholz, Eisenholz, ist sehr begehrt. Als Ersatzholz wird jenes von Xanthocercis madagascariensis oder von Bulnesia arborea verwendet.
Das Harz wird als Lebensmittelzusatz oder für Kaugummi, aber auch medizinisch verwendet.
Auch die Rinde (Heiligenholzrinde, Cortex Guajaci) und das Holz (Lignum Guajaci) werden medizinisch verwendet.